# دهندر شة بابك (تشكدان)
دهندر شة بابك (بالفارسية: دهندر شه بابک) هي قرية تقع في إيران في قسم تشکدان الريفي. يقدر عدد سكانها بـ 296 نسمة بحسب إحصاء 2016.